# S. Varalakshmi
Saridey Varalakshmi (née le 13 août 1925 à Jaggampeta, morte le 22 septembre 2009 à Madras) est une actrice et chanteuse indienne, notamment dans les films en tamoul et en télougou.

## Biographie
S. Varalakshmi commence sa carrière enfant à sept ans. Quelques années plus, elle devient actrice quand le réalisateur K. Subramanyam la découvre à Kurnool et lui donne le rôle de la sainte dans Balayogini (1936). Subramanyam la choisit ensuite pour Sevasadanam. T. R. Sundaram lui donne un rôle important dans Arundathi en 1944, à côté de V. N. Janaki qui tient le rôle principal. Le film étant un succès, Sundaram réunit de nouveau les femmes dans Bhojan en 1948.
Elle devient célèbre pour sa voix et chante des chansons dans tous ses films.
Elle épouse le producteur de films A. L. Srinivasan, ils ont deux enfants nommés Nalini et Muruga. Elle continue à jouer après le mariage dans des rôles principaux dans le cinéma telugu et tamoul. Dans sa carrière ultérieure, elle joue les rôles de mère et de tante. Sa carrière comprend 130 films.
Varalakshmi est alitée pendant les 6 derniers mois de sa vie après être tombée et s'être blessée au dos. Elle meurt le 22 septembre 2009.

## Filmographie sélective
- 1936 : Balayogini
- 1938 : Sevasadanam
- 1939 : Raithu Bidda
- 1940 : Illalu
- 1941 : Sathi Murali
- 1942 : Araichimani
- 1945 : Mayalokam
- 1947 : Palnati Yuddham
- 1947 : 1000 Thalaivangi Apoorva Chinthamani
- 1947 : Thulasi Jalandar
- 1948 : Balaraju
- 1948 : Chakra Dhari
- 1949 : Navajeevanam
- 1950 : Jeevitham
- 1950 : Macha Rekai
- 1950 : Swapna Sundari
- 1951 : Saudamini
- 1951 : Soudamini
- 1951 : Vanasundari
- 1953 : Vayyari Bhama
- 1954 : Edhir Paradhathu
- 1954 : En Magal
- 1956 : Sri Gauri Mahatyam
- 1956 : Verum Pechu Alla
- 1957 : Chakravarthi Thirumagal
- 1957 : Sati Savitri
- 1959 : Rechukka Pagatichukka
- 1959 : Veerapandiya Kattabomman
- 1959 : Sivagangai Seemai
- 1960 : Abhimanam
- 1960 : Deepavali
- 1960 : Sri Venkateswara Mahatyam
- 1960 : Mahamantri Timmarusu
- 1963 : Lava Kusa
- 1963 : Sri Krishnarjuna Yuddhamu
- 1964 : Babruvahana
- 1965 : Veera Abhimanyu
- 1965 : Veerabhimanyu
- 1966 : Sri Krishna Pandaveeyam
- 1966 : Sri Krishna Tulabharam
- 1967 : Bhama Vijayam
- 1967 : Kandhan Karunai
- 1967 : Sri Krishnavataram
- 1967 : Ummadi Kutumbam
- 1968 : Nindu Samsaram
- 1969 : Aadarsa Kutumbam
- 1969 : Thanga Surangam
- 1970 : Mattukkara Velan
- 1971 : Bomma Borusa
- 1971 : Meendum Vazhven
- 1971 : Prema Nagar
- 1971 : Sri Krishna Satya
- 1971 : Veguli Penn
- 1971 : Sri Krishna Satya
- 1973 : Rajaraja Cholan
- 1974 : Thaai
- 1975 : Cinema Paithiyam
- 1975 : Yashoda Krishna
- 1975 : Ramuni Minchina Ramudu
- 1976 : Dasavatharam
- 1976 : Needhikku Thalaivanangu
- 1976 : Rojavin Raja
- 1977 : Daana Veera Soora Karna
- 1980 : Sarada Ramudu
- 1980 : Sardar Papa Rayudu
- 1981 : Aggi Ravva
- 1981 : Prema Simhasanam
- 1982 : Kaliyuga Ramudu
- 1982 : Vayyari Bhamalu Vagalamari Bhartalu
- 1983 : Adutha Varisu
- 1983 : Sri Ranga Neethulu
- 1987 : Lawyer Suhasini
- 1991 : Gunaa
- 1995 : Sankalpam

## Source de la traduction
- (en) Cet article est partiellement ou en totalité issu de l’article de Wikipédia en anglais intitulé « S. Varalakshmi » (voir la liste des auteurs).